# Suessula

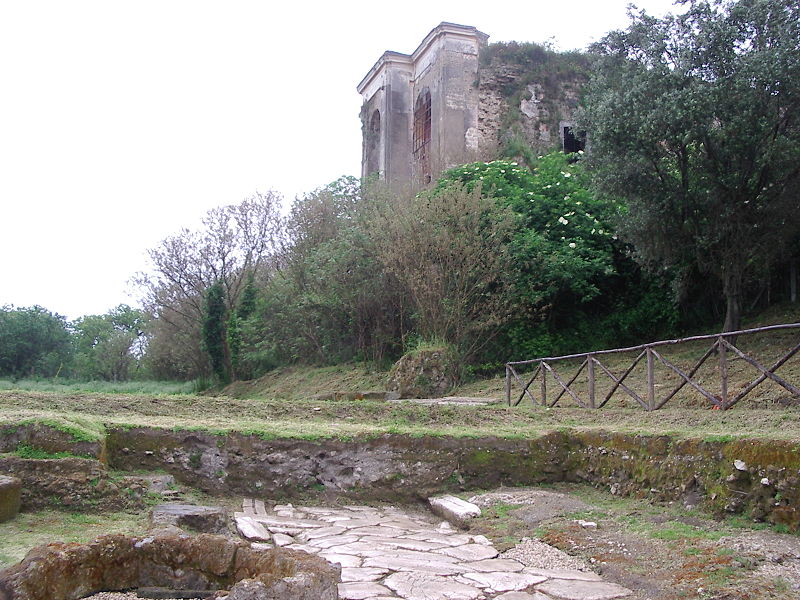
Fouilles de Suessula.

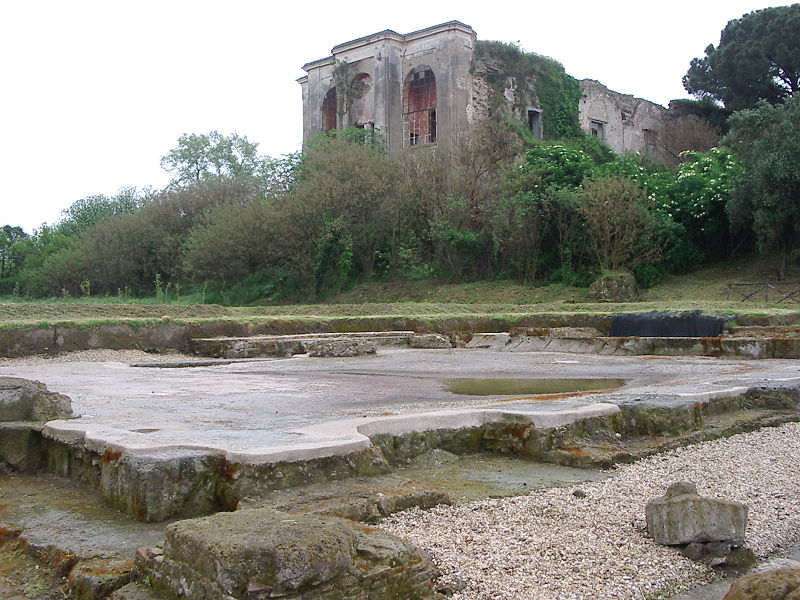
Fouilles et Casina Spinelli.

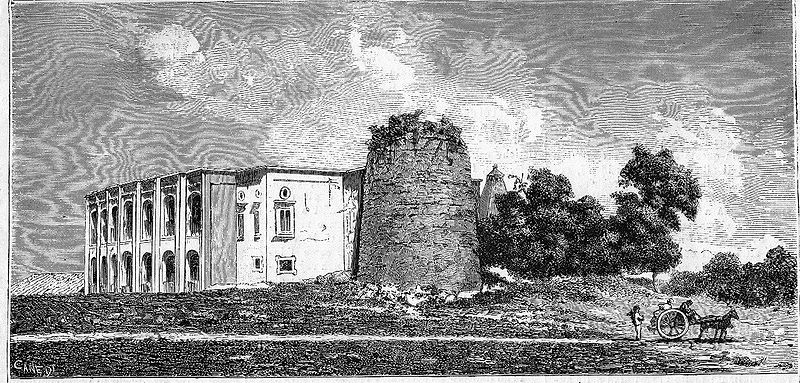
Casina Spinelli estampe (années 1800).

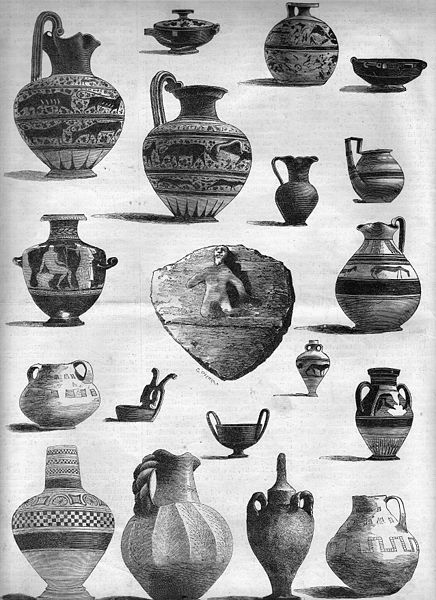
Vases (Collection Spinelli) provenant de fouilles sur une estampe des années 1800.

La cité étrusque de Suessula ou Suessola était une ville située près de l'actuelle ville d'Acerra, en Campanie.

## Histoire
Suessula ou Suessola a été une antique cité de Campanie. La ville se trouvait sur une position stratégique et était traversée par la via Popilia, la voie la plus importante de l'Antiquité de la région méridionale de la péninsule italienne.
D'abord dominée par les Osques, elle passa ensuite aux mains des Étrusques qui l'inclurent dans la dodécapole étrusque de Campanie.
La cité a été le théâtre de plusieurs batailles entre les  Samnites et les Romains qui y maintenaient en réserve une grande partie de leur armée afin de parer à toute éventualité. Une bataille importante entre les deux parties ayant eu lieu en 341 a.J.-C. a été remportée par les Romains commandés par le consul Marcus Valerius Corvus.
En 339 av. J.-C. la cité passa sous domination romaine comme civitas sine suffragio.
À l'époque républicaine elle devint municipium après la défaite de Capoue préfecture et enfin colonie militaire par décret de Sylla.
Pendant le haut Moyen Âge elle fut siège épiscopal et gastaldie lombarde.
En 880 la ville a été détruite par les Sarrazins. La cité périclita à la suite de sa destruction de la part des Sarrasins (880) et les  marécages et les forêts envahirent progressivement la zone, ce qui entraîna sa disparition et son oubli.
Suessula a été redécouverte dans la deuxième moitié du XIXe siècle av. J.-C. Elle se situe dans la partie nord-est du territoire de la commune d'Acerra en province de Naples.

## Richesses
Le site comportait de nombreux monuments et églises. Les ruines de l'antique cathédrale ont été visibles jusqu'à la fin du XVIIIe siècle. Pendant son inexorable déclin les habitants abandonnèrent progressivement le lieu jusqu'à oublier son existence.
Un acte notarié, datant de 1028 retrouvé par l'historien Gaetano Caporale, atteste néanmoins l'existence d'un habitat à cette époque.
Le roi  Ferdinand Ier des Deux-Siciles  fit construire en 1778 sur l'ancienne cité un édifice appelé Casina Spinelli ainsi qu'une réserve de chasse dans la zone boisée dite Calabricito (jusqu'en 1830).
La particularité de la Casina réside dans le fait que l'édifice englobe une tour de l'époque lombarde.

## Casina Spinelli et son musée
Les premières fouilles du site ont été entrepris de 1872 à 1886 par les comtes Spinelli di Scalea, propriétaires des lieux.
De nombreuses pièces archéologiques furent trouvées et installées dans la demeure dite Casina Spinelli qui devint, à l'époque, un des plus riches musées privés.
De nombreux érudits comme Amedeo Maiuri et Friedrich von Duhnle visitèrent. Les visites se succédèrent jusqu'au début de la Seconde Guerre mondiale. En 1943, le commandement des forces allemandes occupa la villa et la préserva jusqu'au mois d'octobre. Avant d'abandonner la villa les officiers allemands dégradèrent des pièces archéologiques en or, un or particulier appelé « oro Spinelli ». Les objets non récupérés à ce jour étaient des joyaux très rares de l'époque archaïque, des exemples uniques de l'orfèvrerie de l'époque.
En 1945 à la fin de la guerre, la Casina Spinelli fut retrouvée dépouillée de tous les décors et meubles des années 1700. En effet les troupes anglo-américaines avaient utilisé ceux-ci comme bois de chauffage. Heureusement les vitrines, avec la partie la plus importante des pièces archéologiques, avait échappé à la destruction.
Afin de mettre la collection en lieu sûr, la veuve Spinelli fit don de la plus grande partie de la collection au Musée archéologique national de Naples à condition qu'elle porte la dénomination « Collezione Spinelli ».
L'édifice de la villa est protégé comme bien d'intérêt historico-archéologique par la loi 01/06/39 no 1089 ; DPR del 1977, no 616 modifiée.

### Sources
- (it) Cet article est partiellement ou en totalité issu de l’article de Wikipédia en italien intitulé « Suessula » (voir la liste des auteurs).